# Felipe Santana
Felipe Augusto Santana (* 17. März 1986 in Rio Claro) ist ein brasilianischer Fußballspieler.

## Karriere
Felipe Santana wechselte zur Saison 2008/09 vom brasilianischen Erstligisten Figueirense FC zu Borussia Dortmund und erhielt dort einen bis zum 30. Juni 2013 gültigen Fünfjahresvertrag. Am 21. September 2008 gab er im Spiel gegen 1899 Hoffenheim sein Debüt, als er von Trainer Jürgen Klopp in die Startelf gestellt wurde und ein Tor erzielte. Er wurde 2011 und  2012 Deutscher Meister mit dem BVB. Anfang Juni 2012 verlängerte Santana seinen Vertrag beim BVB vorzeitig um ein Jahr bis zum 30. Juni 2014. Am 9. April 2013 erzielte er in der 92. Minute des Viertelfinal-Rückspieles der UEFA Champions League 2012/13 gegen den FC Málaga den Siegtreffer zum 3:2.
Zur Saison 2013/14 wechselte Santana zum Erzrivalen FC Schalke 04. Er trug die Rückennummer 5. In der Hinrunde der Saison 2013/14 konnte er sich im Kampf um einen Stammplatz nicht durchsetzen; er spielte lediglich in den letzten Partien des Jahres 2013 regelmäßig nach Verletzungen seiner Mitspieler. Ende Januar 2015 wurde er bis zum Saisonende nach Griechenland zu Olympiakos Piräus verliehen und wurde mit der Mannschaft griechischer Meister und Pokalsieger. Vor der Saison 2015/16 scheiterte ein Transfer Santanas zum 1. FC Köln wegen eines Muskelfaserrisses in der Wade.
Im Januar 2016 wechselte Santana zum russischen Erstligisten FK Kuban Krasnodar. Nach einem halben Jahr in Krasnodar war Santana ab dem 1. Juli 2016 vereinslos.
Nach einem halben Jahr ohne Verein unterschrieb Santana am 21. Dezember 2016 einen Zweijahresvertrag beim brasilianischen Erstligisten Atlético Mineiro.
Zwei Jahre musste Felipe Santana aufgrund einer Verletzung pausieren. Santana hat beim brasilianischen Zweitligisten Chapecoense am 11. Juni 2020 einen Vertrag bis zum Jahresende unterschrieben. Ende Januar 2021 konnte Ribeiro mit dem Klub die Série B 2020 gewinnen. Nachdem er 2022 ohne Anstellung war, spielt er seit 2023 beim CA Catarinense.

## Spielweise
Er gilt als sprungstarker und sprintstarker Manndecker und wurde mit Anfang 20 von brasilianischen Experten als „aufgehender Stern“ beschrieben. Von Fachleuten wurde er aufgrund seiner Fähigkeiten und seines Spielverständnisses mit Naldo verglichen.

## Erfolge
Figueirense FC
- Staatsmeister von Santa Catarina (2): 2006, 2008

Borussia Dortmund
- Deutscher Meister (2): 2011, 2012
- DFB-Pokal-Sieger (1): 2012
- Champions-League-Finalist: 2013

Olympiakos Piräus
- Griechischer Meister: 2015
- Griechischer Pokalsieger: 2015

Atlético Mineiro
- Staatsmeister von Minas Gerais: 2017

Chapecoense
- Série B: 2020

### Auszeichnungen
- Mannschaft des Jahres (1): 2011 (als Mitglied von Borussia Dortmund)